# Rafael (football, 1990)
Pour les articles homonymes, voir Rafael.
Rafael Pereira da Silva, dit Rafael, né le 9 juillet 1990 à Petrópolis, est un footballeur international brésilien qui évolue au poste de défenseur. Il est le frère jumeau du latéral polyvalent Fábio.

## Carrière

### Débuts et formation
Rafael et son frère jumeau, Fábio commencent leur carrière dans le club brésilien de Fluminense.

### Carrière en club

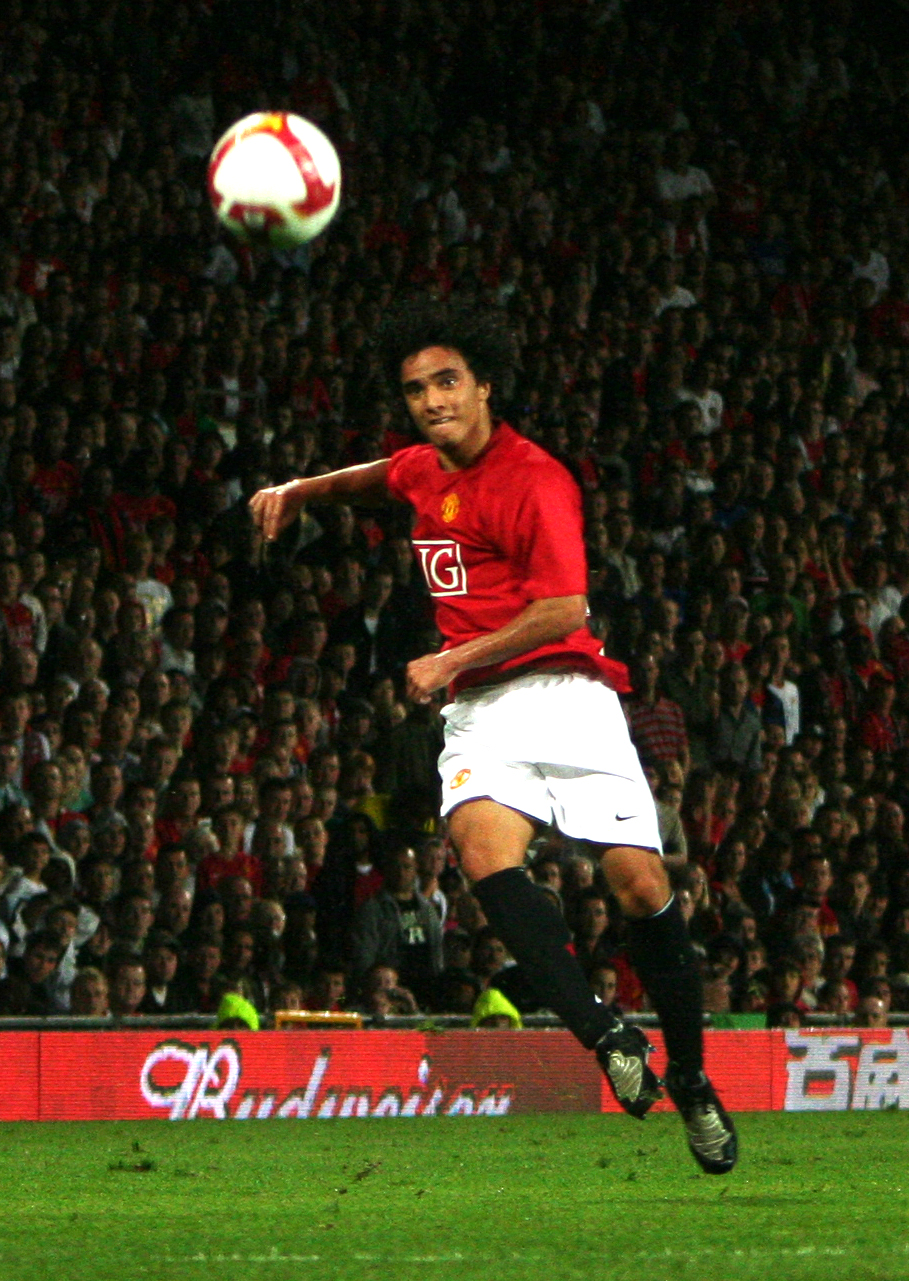
Rafael avec Manchester United

#### Manchester United (2008-2015)
Durant un tournoi pour jeunes à Hong Kong en 2005, le recruteur de Manchester United Les Kershaw les remarque. Les deux frères sont recrutés par le club anglais en janvier 2008 et Rafael fait sa première apparition contre Peterborough United en amical le 4 août 2008. Il marque son premier but avec Manchester United contre Arsenal le 8 novembre 2008 lors d'une défaite 2 buts à 1. Il est champion d'Angleterre dès sa première saison au club et remporte également la coupe du monde des clubs. Il ne s'impose pas comme titulaire mais remporte de nombreux titres comme la League Cup en 2010, le Community Shield en 2011 et de nouveau le championnat en 2011.
Le 2 juillet 2012, Rafael prolonge son contrat de quatre ans avec Manchester United, ce qui le lie aux Red Devils jusqu'en 2016. La saison suivante, il participe à 40 matchs. C'est sa saison la plus réussie sous le maillot mancunien. De plus, il est champion d'Angleterre pour la troisième fois de sa carrière.

#### Olympique lyonnais (2015-2020)
Le 1er août 2015, Rafael rejoint l'Olympique lyonnais et signe un contrat le liant au club jusqu'en 2019. Il inscrit son premier but le 16 octobre contre l'AS Monaco. Il commence la saison 2016-2017 dans la peau d'un titulaire, à la suite de l'absence de son concurrent au poste, Christophe Jallet.
Le 29 septembre 2018, il entre à la 75e minute du match Lyon-Nantes et affronte pour la première fois son frère jumeau Fábio, titulaire avec le FC Nantes.
Le 6 mai 2019, il prolonge son contrat de deux années supplémentaires soit jusqu’en 2021. Mais à l'issue d'une saison 2019-2020 interrompue notamment par la pandémie de COVID-19 au cours de laquelle le temps de jeu de Rafael a considérablement chuté, Rafael et l'Olympique lyonnais mettent fin au contrat les liant. Rafael souffre alors notamment de la concurrence de Kenny Tete et de Léo Dubois.

#### Istanbul Başakşehir (2020-2021)
Le 8 septembre 2020, Rafael rejoint l’İstanbul Başakşehir. Le 16 août 2021, il rompt son contrat avec le club.

#### Botafogo (2021-2024)
Il a été officiellement annoncé par Botafogo le 8 septembre 2021. Lui et son frère jumeau Fábio étaient fans du club lorsqu'ils étaient enfants.
En juillet 2023, Rafael s'est gravement blessé au genou gauche lors du classique contre Vasco, au stade Nilton Santos, dans le championnat brésilien. Rafael a été opéré le lendemain du classique.
En octobre 2023, toujours indisponible, le latéral droit a proposé une prolongation avec Botafogo jusqu'à fin 2024.
Rafael n'est revenu jouer pour Botafogo qu'en mars 2024, après plus de huit mois d'absence en raison d'une blessure.
En avril 2024, après une série de blessures pour Botafogo, Rafael annonce sa retraite à la fin de l'année.
Dans la première quinzaine d'avril, l'arrière droit a reçu un diagnostic de fracture de la rotule du genou gauche et l'athlète a commencé un traitement. Botafogo a informé que le délai de retour était de huit semaines.

### Carrière en sélection
Rafael joue la Coupe du monde de football des moins de 17 ans en 2007 avec la sélection du Brésil des moins de 17 ans. Ayant également la nationalité portugaise, lui et son frère jumeau Fábio sont approchés par Carlos Queiroz, ex-sélectionneur de l'équipe du Portugal, pour défendre les couleurs portugaises, mais les deux frères refusent l'offre, car leur priorité est la sélection auriverde.
Le 26 juillet 2010, Rafael reçoit sa première convocation en équipe du Brésil pour le match amical du 10 août suivant face aux États-Unis, qui représente aussi les débuts du sélectionneur Mano Menezes à la tête de la Seleção. Cependant, il n'entre pas en jeu.
Le 26 mai 2012, Rafael honore sa première sélection en A en entrant en jeu à la 74e minute du match amical opposant le Brésil au Danemark (victoire 1-3).
Début juillet 2012, le défenseur brésilien fait partie des joueurs sélectionnés par Mano Menezes pour disputer les Jeux olympiques de Londres. Rafael prend part à six matchs et marque un but lors de cette compétition durant laquelle les joueurs brésiliens s'inclinent en finale face au Mexique (1-2).

## Statistiques
| Saison                | Club                   | Championnat           | Championnat | Championnat | Championnat | Coupe nationale | Coupe nationale | Coupe nationale | Coupe de la Ligue | Coupe de la Ligue | Coupe de la Ligue | Compétition(s) continentale(s) | Compétition(s) continentale(s) | Compétition(s) continentale(s) | Compétition(s) continentale(s) | Autres compétitions | Autres compétitions | Autres compétitions | Brésil | Brésil | Brésil | Total | Total | Total |
| Saison                | Club                   | Division              | M.          | B.          | P.d.        | M.              | B.              | P.d.            | M.                | B.                | P.d.              | Comp.                          | M.                             | B.                             | P.d.                           | M.                  | B.                  | P.d.                | M.     | B.     | P.d.   | M.    | B.    | P.d.  |
| 2008-2009             | Manchester United      | Premier League        | 16          | 1           | 0           | 2               | 0               | 0               | 5                 | 0                 | 0                 | C1                             | 4                              | 0                              | 0                              | 1                   | 0                   | 0                   | -      | -      | -      | 28    | 1     | 0     |
| 2009-2010             | Manchester United      | Premier League        | 8           | 1           | 1           | -               | -               | -               | 4                 | 0                 | 0                 | C1                             | 4                              | 0                              | 1                              | -                   | -                   | -                   | -      | -      | -      | 16    | 1     | 2     |
| 2010-2011             | Manchester United      | Premier League        | 16          | 0           | 1           | 3               | 0               | 0               | 2                 | 0                 | 0                 | C1                             | 7                              | 0                              | 0                              | -                   | -                   | -                   | -      | -      | -      | 28    | 0     | 1     |
| 2011-2012             | Manchester United      | Premier League        | 12          | 0           | 4           | 1               | 0               | 1               | 1                 | 0                 | 0                 | C3                             | 3                              | 0                              | 0                              | 1                   | 0                   | 0                   | 2      | 0      | 0      | 20    | 0     | 5     |
| 2012-2013             | Manchester United      | Premier League        | 28          | 3           | 3           | 4               | 0               | 0               | 1                 | 0                 | 0                 | C1                             | 7                              | 0                              | 0                              | -                   | -                   | -                   | -      | -      | -      | 40    | 3     | 3     |
| 2013-2014             | Manchester United      | Premier League        | 19          | 0           | 1           | -               | -               | -               | 5                 | 0                 | 0                 | C1                             | 4                              | 0                              | 0                              | 1                   | 0                   | 0                   | -      | -      | -      | 29    | 0     | 1     |
| 2014-2015             | Manchester United      | Premier League        | 10          | 0           | 1           | 1               | 0               | 0               | -                 | -                 | -                 | -                              | -                              | -                              | -                              | -                   | -                   | -                   | -      | -      | -      | 11    | 0     | 1     |
| Sous-total            | Sous-total             | Sous-total            | 109         | 5           | 11          | 11              | 0               | 1               | 18                | 0                 | 0                 | -                              | 29                             | 0                              | 1                              | 3                   | 0                   | 0                   | 2      | 0      | 0      | 172   | 5     | 13    |
| 2015-2016             | Olympique lyonnais     | Ligue 1               | 21          | 1           | 2           | 1               | 0               | 0               | -                 | -                 | -                 | C1                             | 5                              | 0                              | 0                              | -                   | -                   | -                   | -      | -      | -      | 27    | 1     | 2     |
| 2016-2017             | Olympique lyonnais     | Ligue 1               | 27          | 0           | 3           | 2               | 0               | 0               | -                 | -                 | -                 | C1+C3                          | 5+6                            | 0                              | 2+1                            | 1                   | 0                   | 0                   | -      | -      | -      | 41    | 0     | 6     |
| 2017-2018             | Olympique lyonnais     | Ligue 1               | 24          | 1           | 2           | 1               | 0               | 0               | -                 | -                 | -                 | C3                             | 6                              | 0                              | 0                              | -                   | -                   | -                   | -      | -      | -      | 31    | 1     | 2     |
| 2018-2019             | Olympique lyonnais     | Ligue 1               | 18          | 0           | 2           | -               | -               | -               | -                 | -                 | -                 | C1                             | 3                              | 0                              | 0                              | -                   | -                   | -                   | -      | -      | -      | 21    | 0     | 2     |
| 2019-2020             | Olympique lyonnais     | Ligue 1               | 13          | 0           | 0           | 3               | 0               | 0               | 2                 | 0                 | 0                 | C1                             | 1                              | 0                              | 0                              | -                   | -                   | -                   | -      | -      | -      | 19    | 0     | 0     |
| Sous-total            | Sous-total             | Sous-total            | 103         | 2           | 9           | 7               | 0               | 0               | 2                 | 0                 | 0                 | -                              | 26                             | 0                              | 3                              | 1                   | 0                   | 0                   | -      | -      | -      | 139   | 2     | 12    |
| 2020-2021             | İstanbul Başakşehir FK | Süper Lig             | 21          | 0           | 1           | 1               | 0               | 0               | -                 | -                 | -                 | C1                             | 6                              | 0                              | 0                              | -                   | -                   | -                   | -      | -      | -      | 28    | 0     | 1     |
| 2021                  | Botafogo FR            | Série B               | 4           | 0           | 0           | -               | -               | -               | -                 | -                 | -                 | -                              | -                              | -                              | -                              | -                   | -                   | -                   | -      | -      | -      | 4     | 0     | 0     |
| 2022                  | Botafogo FR            | Série A               | 7           | 0           | 0           | -               | -               | -               | -                 | -                 | -                 | -                              | -                              | -                              | -                              | 1                   | 0                   | 0                   | -      | -      | -      | 8     | 0     | 0     |
| 2023                  | Botafogo FR            | Série A               | 9           | 0           | 0           | 3               | 0               | 0               | -                 | -                 | -                 | CS                             | 4                              | 0                              | 0                              | 8                   | 0                   | 1                   | -      | -      | -      | 24    | 0     | 1     |
| 2024                  | Botafogo FR            | Série A               | 1           | 0           | 0           | -               | -               | -               | -                 | -                 | -                 | CS                             | 1                              | 0                              | 0                              | 2                   | 0                   | 1                   | -      | -      | -      | 4     | 0     | 1     |
| Sous-total            | Sous-total             | Sous-total            | 21          | 0           | 0           | 3               | 0               | 0               | -                 | -                 | -                 | -                              | 5                              | 0                              | 0                              | 11                  | 0                   | 2                   | -      | -      | -      | 40    | 0     | 2     |
| Total sur la carrière | Total sur la carrière  | Total sur la carrière | 254         | 7           | 21          | 22              | 0               | 1               | 20                | 0                 | 0                 | -                              | 66                             | 0                              | 4                              | 15                  | 0                   | 2                   | 2      | 0      | 0      | 379   | 7     | 28    |

## Palmarès

### En club
Il remporte de nombreux titres avec Manchester United, notamment le champion d'Angleterre à trois reprises en 2009, en 2011 et en 2013. Il est aussi vice-champion en 2010 et 2012. Il remporte la Coupe du monde des clubs 2008, la Coupe de le Ligue en 2010 et le Community Shield en 2011 et 2013. il n'entre pas en jeu lors de la victoire de Manchester au Community Shield 2008.
Pendant cette période le club remporte également la League Cup en 2009 et le Community Shield en 2010 mais il ne participe pas aux finales.
Avec l'Olympique lyonnais, il est finaliste de la Coupe de la Ligue en 2020. Il remporte également deux trophées amicaux, l'Emirates Cup en 2019 et l'Eusébio Cup en 2018.
Il devient champion du Brésil en 2024 avec le Botafogo FR.
| Manchester United (8) | Olympique lyonnais                        | Botafogo (1)                                |
| --- | ----------------------------------------- | ------------------------------------------- |
| - Ligue des champions : - Finaliste : 2009. - Coupe du monde des clubs : - Vainqueur : 2008. - Championnat d'Angleterre : - Champion : 2009, 2011 et 2013. - Vice-champion : 2012. - Coupe de la Ligue : - Vainqueur : 2010. - Community Shield : - Vainqueur : 2008, 2011 et 2013. | - Coupe de la Ligue : - Finaliste : 2020. | - Championnat du Brésil - Vainqueur : 2024. |

### En sélection
Avec l'équipe du Brésil des moins de 17 ans, il remporte le Championnat de la CONMEBOL en 2007.
Il est également finaliste des Jeux olympiques 2012 avec l'équipe olympique.